# Kanton Marseille-en-Beauvaisis
Der Kanton Marseille-en-Beauvaisis war bis 2015 ein französischer Kanton im Arrondissement Beauvais, im Département Oise und in der Region Picardie; sein Hauptort war Marseille-en-Beauvaisis. Vertreter im Generalrat des Départements war zuletzt von 2007 bis 2015 Daniel Bisschop.
Der Kanton Marseille-en-Beauvaisis war 157,46 km² groß und hatte 7.226 Einwohner (Stand: 1999), was einer Bevölkerungsdichte von rund 46 Einwohnern pro km² entsprach. Er lag im Mittel 135 Meter über Normalnull, zwischen 72 Metern in Milly-sur-Thérain und 199 Metern in Gaudechart.

## Gemeinden
Der Kanton bestand aus 19 Gemeinden:
| Gemeinde                | Einwohner Jahr | Fläche km² | Bevölkerungsdichte | Code INSEE | Postleitzahl |
| ----------------------- | -------------- | ---------- | ------------------ | ---------- | ------------ |
| Achy                    | 399 (2013)     | –          | – Einw./km²        | 60004      | 60690        |
| Blicourt                | 330 (2013)     | –          | – Einw./km²        | 60077      | 60860        |
| Bonnières               | 159 (2013)     | –          | – Einw./km²        | 60084      | 60112        |
| Fontaine-Lavaganne      | 493 (2013)     | –          | – Einw./km²        | 60242      | 60690        |
| Gaudechart              | 353 (2013)     | –          | – Einw./km²        | 60269      | 60210        |
| Haute-Épine             | 268 (2013)     | –          | – Einw./km²        | 60304      | 60690        |
| Hétomesnil              | 287 (2013)     | –          | – Einw./km²        | 60314      | 60360        |
| Lihus                   | 400 (2013)     | –          | – Einw./km²        | 60365      | 60360        |
| Marseille-en-Beauvaisis | 1.447 (2013)   | –          | – Einw./km²        | 60387      | 60690        |
| Milly-sur-Thérain       | 1.627 (2013)   | –          | – Einw./km²        | 60403      | 60112        |
| La Neuville-sur-Oudeuil | 345 (2013)     | –          | – Einw./km²        | 60458      | 60690        |
| La Neuville-Vault       | 156 (2013)     | –          | – Einw./km²        | 60460      | 60112        |
| Oudeuil                 | 258 (2013)     | –          | – Einw./km²        | 60484      | 60860        |
| Pisseleu                | 452 (2013)     | –          | – Einw./km²        | 60493      | 60860        |
| Prévillers              | 207 (2013)     | –          | – Einw./km²        | 60514      | 60360        |
| Rothois                 | 223 (2013)     | –          | – Einw./km²        | 60550      | 60690        |
| Roy-Boissy              | 347 (2013)     | –          | – Einw./km²        | 60557      | 60690        |
| Saint-Omer-en-Chaussée  | 1.294 (2013)   | –          | – Einw./km²        | 60590      | 60860        |
| Villers-sur-Bonnières   | 159 (2013)     | –          | – Einw./km²        | 60688      | 60860        |